# Matt Johnson (Eishockeyspieler)
Matthew „Matt“ Johnson (* 23. November 1975 in Welland, Ontario) ist ein ehemaliger kanadischer Eishockeyspieler, der im Verlauf seiner aktiven Karriere zwischen 1992 und 2005 unter anderem 489 Spiele für die Los Angeles Kings, Atlanta Thrashers und Minnesota Wild in der National Hockey League auf der Position des linken Flügelstürmers bestritten hat. Johnson verkörperte den Spielertyp des Enforcers.

## Karriere
Johnson verbrachte seine Juniorenzeit zwischen 1992 und 1994 bei den Peterborough Petes in der Ontario Hockey League. Mit einer Größe von 1,96 Metern machte der Power Forward und Enforcer zahlreiche Franchises der National Hockey League auf sich aufmerksam, sodass er im NHL Entry Draft 1994 bereits in der zweiten Runde an 33. Stelle von den los Angeles Kings ausgewählt wurde.
Nach Beendigung des Lockouts der NHL-Saison 1994/95 stieß der Stürmer zum Team und absolvierte seine ersten 14 NHL-Spiele. Nachdem er einen Teil der Spielzeit 1995/96 in der International Hockey League bei den Phoenix Roadrunners verbracht hatte, erhielt er mit Beginn der Saison 1996/97 einen festen Platz im Kader der Kings. Im Sommer 1999 endete seine Zeit dort, nachdem er im NHL Expansion Draft 1999 ungeschützt blieb und so von den neu gegründeten Atlanta Thrashers ausgewählt wurde. Nach der Saison 1999/2000 trennten sich die Thrashers wieder von Johnson und transferierten ihn im September 2000 für ein Drittrunden-Wahlrecht im NHL Entry Draft 2001 zu den Minnesota Wild.
Bei den Wild spielte der Kanadier die folgenden vier Jahre und füllte im Dezember 2002 das Amt des Mannschaftskapitäns aus. Da die NHL-Saison 2004/05 einem Lockout zum Opfer fiel und Johnson zuvor an der Schulter operiert worden war, setzte er das gesamte Spieljahr aus. Nach seiner vollkommenen Genesung informierte er das Management der Wild jedoch, dass er nicht mehr die Rolle des Enforcers ausfüllen wolle. Daraufhin zahlten ihm die Wild die Summe seines letzten Vertragsjahres aus und trennten sich von ihm. Seine letzten Spiele bestritt Johnson in der Saison 2007/08 in der ECHL für die Augusta Lynx, Wheeling Nailers und Elmira Jackals.

## Erfolge und Auszeichnungen
- 1993 OHL First All-Rookie Team

## Karrierestatistik
(Legende zur Spielerstatistik: Sp oder GP = absolvierte Spiele; T oder G = erzielte Tore; V oder A = erzielte Assists; Pkt oder Pts = erzielte Scorerpunkte; SM oder PIM = erhaltene Strafminuten; +/− = Plus/Minus-Bilanz; PP = erzielte Überzahltore; SH = erzielte Unterzahltore; GW = erzielte Siegtore; 1 Play-downs/Relegation; Kursiv: Statistik nicht vollständig)